# Anthurium yutajense
Anthurium yutajense är en kallaväxtart som beskrevs av George Sydney Bunting. Anthurium yutajense ingår i släktet Anthurium och familjen kallaväxter. Inga underarter finns listade.